# Lungo il Naviglio
Lungo il Naviglio è un dipinto di Michele Cascella. Eseguito nel 1929, appartiene alle collezioni d'arte della Fondazione Cariplo.

## Descrizione
In questo scorcio di Milano Cascella rappresenta il naviglio nei pressi di Via San Damiano e di via Borgogna, prima che venisse coperto; in lontananza si vede il ponte di Monforte, mentre il giardino sulla sinistra è ancora oggi esistente. L'opera, costruita sull'asse diagonale del corso d'acqua, testimonia la perizia di Cascella nell'uso del pastello. La tavolozza è dominata dalle tonalità tenui che avrebbero caratterizzato di lì a poco il chiarismo.

## Storia
Il dipinto, realizzato nel 1929, fu esposto quello stesso anno nella Galleria Pesaro e in quell'occasione venne acquistato dalla Fondazione Cariplo.